# Matilda Petersen
Matilda Petersen (* 17. Februar 1991) ist eine schwedische Badmintonspielerin.

## Karriere
Matilda Petersen wurde 2013 nationale Meisterin im Dameneinzel in Schweden. Ein Jahr später gewann sie in der gleichen Disziplin Silber. Bei den Lithuanian International 2013 wurde sie Dritte. Weitere Starts folgten bei den Bitburger Open 2013, der India Super Series 2014, dem India Open Grand Prix Gold 2014, den Swiss Open 2014 und dem Malaysia Open Grand Prix Gold 2014.